# 保芝琳
保芝琳（？—？），貴州興義府人，為中國清朝武官官員。

## 生平
1843年（道光二十三年）奉旨接任達洪阿擔任台灣鎮總兵。是台灣清治時期此期間，受台灣道制約的台灣地區最高軍事首長。